# Nineta afghanica
Nineta afghanica är en insektsart som beskrevs av Hölzel 1982. Nineta afghanica ingår i släktet Nineta och familjen guldögonsländor. Inga underarter finns listade i Catalogue of Life.